# Чезаротти, Мельхиор
Мельхиор Чезаротти (итал. Melchiorre Cesarotti; 15 мая 1730, Падуя — 4 ноября 1808, Сельваццано-Дентро, область Венето) — итальянский поэт, филолог, переводчик.

## Биография
Мельхиор был сыном Джованни (Дзанни) Чезаротти, юриста, а затем государственного чиновника, и Медеи Бакуки, — семья старинного дворянского происхождения, но вошедшая в «гражданское сословие».
Он учился в семинарии своего города, где у него был наставник: математик Джузеппе Тоальдо. В Падуе Мельхиор получил звание и «привилегию» аббата, но не стал священником. В 1750 году он стал членом «Галилеевской академии» (Accademia Galileiana), или «Галилейской академия наук, литературы и искусств» в Падуе (основанной в 1599 году как Accademia dei Ricovrati).
В ноябре 1760 года Мельхиор Чезаротти покинул Падую, чтобы переехать в Венецию в качестве наставника в семье Гримани, и занимал эту должность восемь лет. Здесь он познакомился с выдающимися деятелями культуры, такими как Анджело Эмо, братья Гаспаро и Карло Гоцци, Карло Гольдони и Анджело Керини.
Чезаротти получил кафедру риторики в семинарии Падуи в молодом возрасте, но в 1762 году принял приглашение преподавать в патрицианском доме Гримани в Венеции, где он писал свои трагедии вместе с двумя трактатами: Sopra l’original ed i Progressi dell' Arte Poetica и Sopra, il diletto della tragedia. Здесь он познакомился с только что появившимися «Поэмами Оссиана» Джеймса Макферсона, сразу же приступил к изучению английского языка и уже через полгода опубликовал нашумевший итальянский перевод поэм в рифмованных стихах, что способствовало возрождению итальянской поэзии.
В 1768 году Чезаротти получил звание профессора греческого и древнееврейского языков в Падуе, а в 1779 году стал там постоянным секретарем Академии наук и художеств. На этом посту он написал, среди прочего, свой перевод «Илиады» с подробными критическими рассуждениями, который был признан неудачным из-за чрезвычайных и по большей части неоправданных вольностей, которые он себе позволял, тогда как литературный аппарат, которым он снабдил свою работу, высоко ценили за его почти беспрецедентную полноту.
Его «Аргументированный курс греческой литературы» (Corso ragionato della letteratura greca), начатый примерно в то же время, остался незавершённым. По заданию своей академии он написал «Очерк философии языков применительно к итальянскому языку» (Saggio sulla filosofia delle lingue applicato alla lingua italiana) и, будучи недавно назначенным членом Аркадской академии в Риме (Accademia dell’Arcadia) — «Рассуждение о философии вкуса» (Ragionamento sulla filosofia del gusto), и многие другие произведения.
Наполеон Бонапарт сделал его кавалером, а затем командором Ордена Железной короны и дал ему годовое жалованье, за что Чезаротти выразил благодарность императору в своей поэме «Пронея» (1807). В дополнение к упомянутым произведениям он создал перевод трудов Демосфена, сопровождаемый обширными комментариями, ряд небольших трактатов, стихотворения и оставил богатую коллекцию писем. Полное собрание произведений Чезаротти, которое он сам начал составлять, было завершено после его смерти Джузеппе Барбьери. Это собрание было издано в Милане в 1820 году в четырёх томах и в Болонье в одном томе в 1882 году.